# Franka
Franka je žensko osebno ime.

## Izvor imena
Ime Franka je v Sloveniji različica ženskega osebnega imena Frančiška.

## Pogostost imena
Po podatkih Statističnega urada Republike Slovenije je bilo na dan 31. decembra 2007 v Sloveniji število ženskih oseb z imenom Franka: 141.

## Osebni praznik
V koledarju je ime Franka zapisano 26. april (Visalta,opatinja, † 26.apr. 1218).